# Psammoecus trilochana
Psammoecus trilochana es una especie de coleóptero de la familia Silvanidae.

## Distribución geográfica
Habita en la India y Nepal.